# 軍事法庭

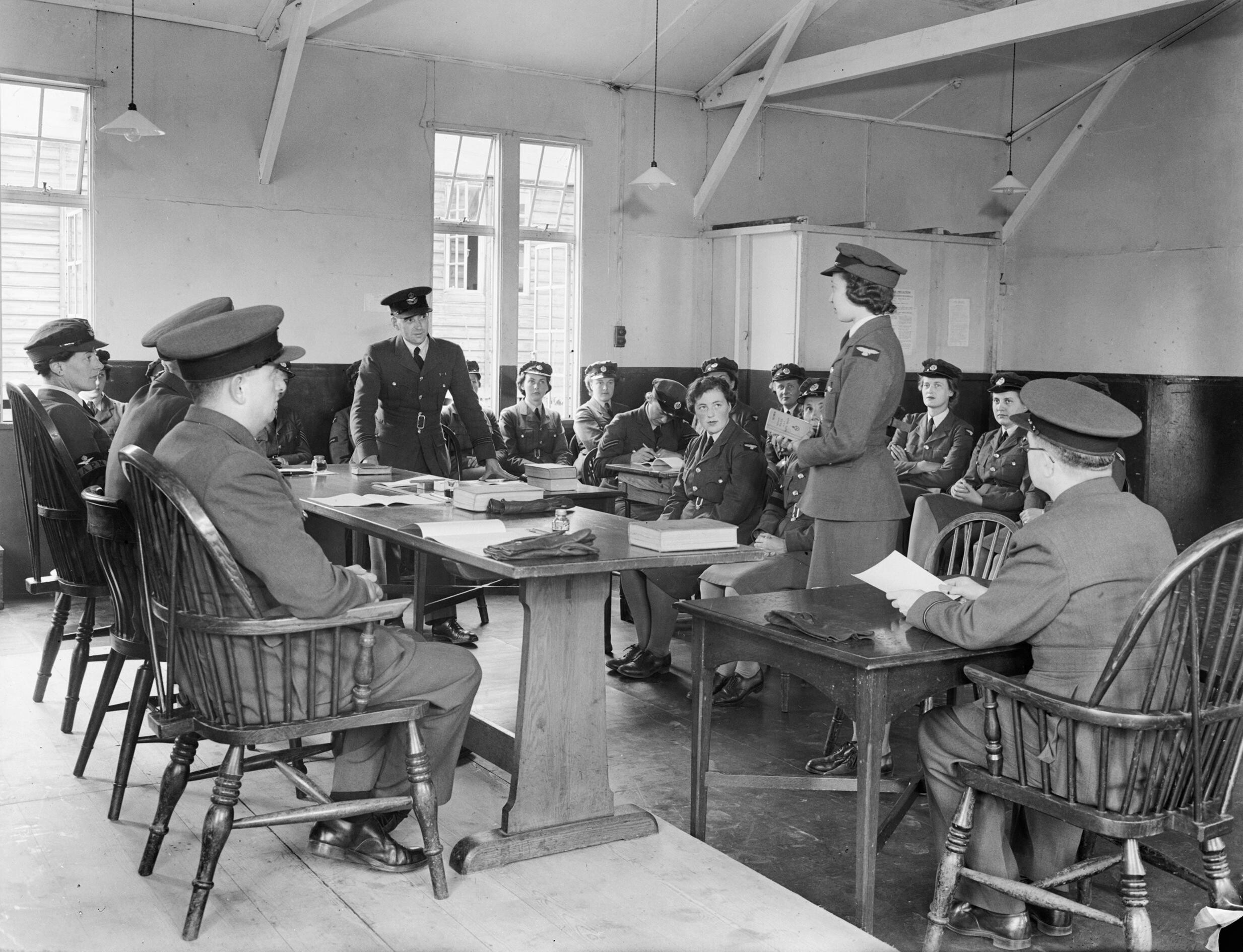
二戰期間，英國空軍婦女輔助隊進行模擬軍事審判的黑白照

軍事法庭（英語：Court-martial，縮寫CM），亦可譯為军事法院、軍法審判、军法处置等等，是依照軍法审判關於軍隊等軍事組織的犯罪或者在軍事組織下的成員犯罪（如軍人）的法庭。複數以上的軍事法庭，即可組成軍事法院（Military court）。
軍事法庭的軍事審判權（Court-martial jurisdiction）的界限不盡相同，有的把軍人犯法併入普通法院審判，有的僅保留戰時軍事法庭，有的依照軍人所犯罪行區分至普通法院審或軍法審，有的把軍法審獨立於普通法院外；至於對象，有的包含軍眷，或者是平民若觸犯軍法時，亦得移送軍法審判。
有的軍事法庭在基於機密需要下，可以選擇不公開審理，或者不設置陪審團；有時在軍人判刑未確定前，會先做出拔除軍階、勒令退伍、拘束其人身自由等處罰。

## 概述
西方軍法起源於羅馬法，當時為全民皆兵社會，並無明確區分平民與軍人犯罪；1066年威廉一世征服英格蘭後成立宮廷長官法庭，才有獨立處理非平民身分人員犯罪之審理法庭，與平民分隔；1523年神聖羅馬帝國皇帝查理五世制定軍事刑法典(Military Penal Code)，隨著軍力擴展被推向歐洲；1642年英國正式成立軍事法庭以取代宮廷長官法庭，1689年英國國會通過《叛亂法》，後為美軍作為其軍事法的基準。

## 各军事法庭

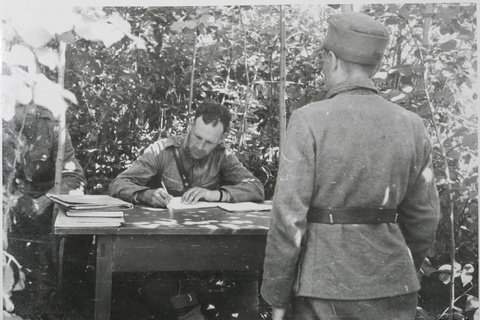
1944 年 7 月，芬蘭第 15 旅的军事法庭

### 中華民國國軍
第二次世界大戰結束後，國防部審判戰犯軍事法庭（南京軍事法庭）對日本軍發動南京大屠殺的審判。
2013年洪仲丘事件爆發，25萬人集結於在總統府前的臺北市凱達格蘭大道抗議，促成立法院三日內修正《軍事審判法》，為避免軍方介入影響軍檢、軍法官審判，把軍人案件審判權在非戰爭時期（未經總統宣戰時期、非戒嚴時期）全部移至普通法院檢察署起訴、普通法院（刑事庭內的軍事專業法庭）判決，以避免軍檢、軍法官介入軍人案件審判，產生利益衝突，但戰爭時期相關軍事案件依舊由軍檢署起訴與軍事法庭審判。
2025年3月13日，中華民國總統賴清德宣布，為因應中華人民共和國對國軍的滲透及間諜活動威脅，全面檢討修正《軍事審判法》，恢復軍事審判制度，讓軍法官回到第一線，與檢調司法機關共同協力，處理現役軍人涉犯叛亂、利敵、洩密、廢弛職務、抗命等軍事犯罪刑事案件，中華人民共和國處心積慮對國軍進行滲透及間諜活動，2024年涉及共諜案遭起訴的現役及退役軍人就占共諜案比例達66%，為因應此類威脅，未來將恢復軍事審判制度，一旦現役軍人觸犯陸海空軍刑法的軍事犯罪案例，將交由軍事法院審判。 司法院也表示，根據統計，近3年臺灣高等法院、地方法院新收軍事案件，每年合計約300餘件；國防部法律司司長沈世偉中將則表示，未來軍人觸犯陸海空軍刑法有關的軍事犯罪，將受軍事審判，一般犯罪案件，規劃仍由司法機關辦理，軍人抗命、施暴等與部隊實務管理相關，屬於軍事特性的相關犯罪，未來將規劃納入軍事審判範圍，並指出，軍事審判前提是身分為現役軍人，且觸犯陸海空軍刑法第二編有關罪章，共犯如為退伍軍人或平民，不在軍審範圍，新蓋軍事監獄、看守所都是選項，也有其他執行方式的腹案，目前約有100多名具資格軍法官，未來軍法官培訓也會參考司法官培訓內容，法界也認為有助於國安案件偵查審理，媒體人黃揚明則質疑恢復軍審與民進黨昔日主張大相徑庭，要求民進黨承認先前廢除軍審制是錯誤之舉。14日，曾任洪仲丘命案的人權律師、現任國防部部長顧立雄表示，他的初衷沒有任何改變，過去軍審不被信任，與其說現在要恢復軍審，不如說要造重新打造符合正當法律程序、公平審判的軍審制度。

### 中国人民解放军
中华人民共和国的军事法院分为高级军事法院（中国人民解放军军事法院）、中级军事法院（战区法院）、基层军事法院三级，属于专门人民法院。其中解放军军事法院业务上接受最高人民法院和中央军事委员会政法委员会双重领导，对应上诉法院为最高人民法院。

### 丹麥國防軍
2005年刑事改革後，軍事法庭仍屬於丹麥國防部所轄，但不再負責審理軍人觸犯刑法案件，僅處理一般的行政處罰。

### 澳大利亚国防军
廢除以往單獨設立的軍事法庭，僅保留軍法審判系統（Court Martial System），因為被澳洲高等法院宣判違憲（舊澳大利亞軍事法庭主張有終審權）。

### 比利時國防軍
依照歐洲人權公約，2004年廢除非戰時軍事法庭。

### 加拿大武裝部隊
加拿大軍事上訴法院成立於1959年，1998年後廢除死刑。

### 捷克
1993年1月1日獨立後，廢除軍事法庭，軍人犯法併入普通法院審。

### 德國聯邦國防軍
1949年西德成立後沒有常設軍事法庭，兩德統一後西德作為存續國，故至今軍人犯法，仍交由普通法院審理。

### 印度武裝部隊
印度軍事法庭起源於英屬印度時期，目前三軍有各自的軍法（陸軍法、海軍法、空軍法等），海岸警衛隊也有自己的軍法，各軍的軍法庭獨立於普通司法系統，過去被視為是軍隊行政權的一部分；近年來，由於國民觀察到其他民主國家在軍事司法上的改變，紛紛要求其改革其不合時宜的軍法系統，2007年成立的AFT(Armed Forces Tribunal)被視為一個里程碑。

### 英國軍隊
根據《2006年武裝部隊法》，過去的陸軍法（1955年）、空軍法（1955年）、海軍軍紀法（1957年）下所設的平行軍審機構整併為一，其審理權限包含軍人與平民雇員的犯行，但上訴後由普通法院審理，最終審歸為英國最高法院。

### 美国军队
美軍的軍事法庭制度過去也是參考自英國，故陸海空三軍與海岸警衛隊都有自己的軍事法庭，其可略分為簡易軍事法庭(summary court-martial，SUM.CM)、普通軍事法庭(General Court-Martial，GCM)、特別軍事法庭(special court-martial，SP. CM)等，各軍亦設有各自的上訴軍事法庭(court of military appeals，COMA)。

### 日本自衛隊
日本投降後，依照日本國憲法第九條規定，日本不能擁有軍隊，日本國憲法第七十六條第一項規定不得設置司法權以外的特別裁判所，故日本戰前的軍法會議不得繼續存在。根據現行自衛隊法規定，日本自衛隊隊員若犯罪，和非自衛隊員（即平民）相同，皆交由普通法院審判。

### 引用
1. ↑  . 中央社. （原始内容存档于2025-03-13）.
2. ↑  . 中央社. （原始内容存档于2025-03-13）.
3. ↑  . 中央社. （原始内容存档于2025-03-13）.
4. ↑  . 中央社. （原始内容存档于2025-03-13）.
5. ↑  . 中央社. （原始内容存档于2025-03-13）.
6. ↑  . 中央社. （原始内容存档于2025-03-13）.
7. ↑  . 中央社. （原始内容存档于2025-03-13）.
8. ↑  . 中央社. （原始内容存档于2025-03-13）.
9. ↑  . 中央社. （原始内容存档于2025-03-13）.
10. ↑  . www.storm.mg. 2025-03-13  [2025-03-20] （中文（臺灣））.
11. ↑  . 中央社. （原始内容存档于2025-03-14）.
12. ↑  丹麥的軍審改革簡介請見：The Danish Military Prosecution Service （页面存档备份，存于）（英文）。
13. ↑  相關新聞可參考Indian Military News（英文），相關論文可參考當代印度憲政體制 （页面存档备份，存于），《台灣國際研究季刊》，第2卷第4期，頁 1-30，2006。（繁體中文）可知過去印度的最高法院對軍事法庭的判決並無裁量權。